# Chibchea malkini
Chibchea malkini là một loài nhện trong họ Pholcidae. Loài này được phát hiện ở Bolivia.